# Manoir Playboy
Le Manoir Playboy (également appelé Manoir Playboy de l’Ouest, en anglais Playboy Mansion West), est une célèbre maison californienne située à Los Angeles (Holmby Hills) de style néogothique-Tudor, dont l’hôte entre 1971 et 2017 était Hugh Hefner, fondateur du magazine Playboy.

## Historique

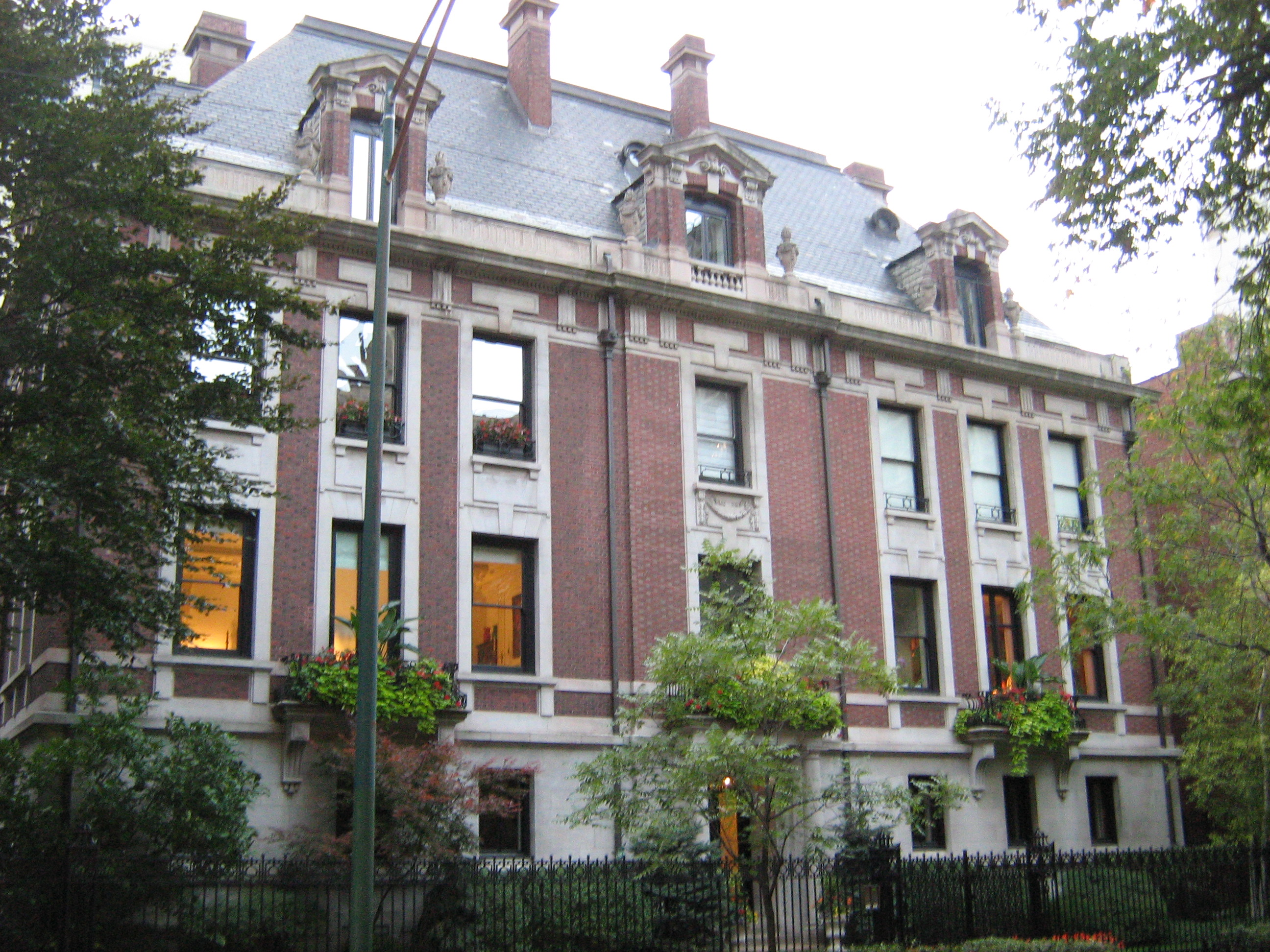
Le premier manoir, situé à Chicago.

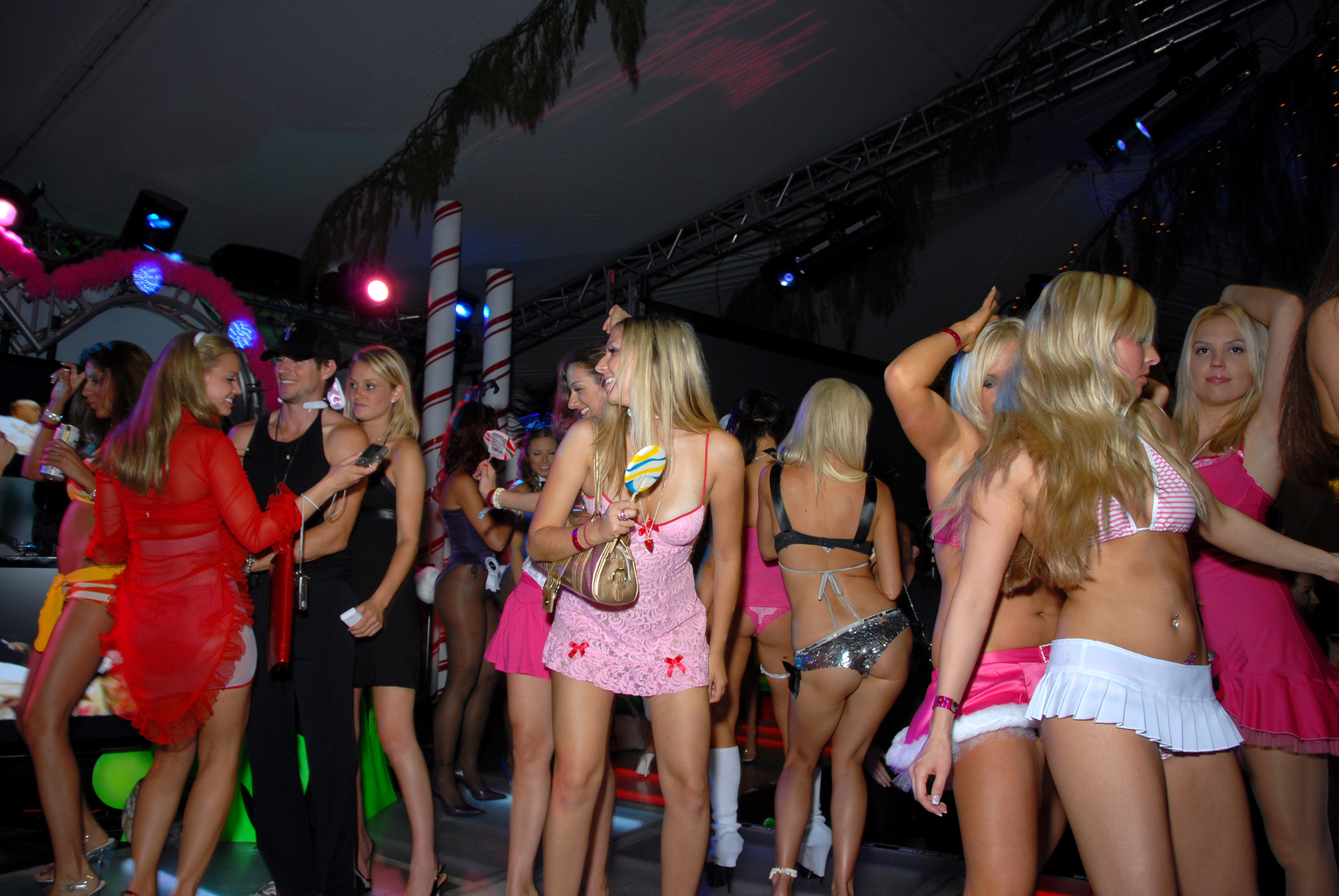
Soirée érotique au Manoir Playboy en 2007.

La propriété où se situe ce manoir recouvre deux hectares et inclut une piscine, une maison de près de 2 000 m2 habitables et 30 pièces dont 22 chambres, un gymnase, une volière, des courts de tennis, un mini-zoo privé, une cave à vin, un orgue, un parc paysager, ainsi qu'une grotte qui jouxte un sauna et s’inspire de celle de Lascaux. Il s’y trouve également un manoir de 700 m2 habitables avec 5 chambres.  
La propriété, située à Holmby Hills (quartier ultra chic en bordure de Beverly Hills, à l’ouest de Los Angeles), fut construite en 1927 par l’architecte Arthur Rolland Kelly (en), pour l’inventeur et homme d’affaires Louis Statham qui la vendit pour 1,2 million de dollars en 1971 à la société Playboy afin que celle-ci la loue à son PDG Hugh Hefner.
La propriété et son manoir doivent leur célébrité aux fêtes érotiques extravagantes organisées par Hefner à partir des années 1970 (accueillant notamment Elvis Presley, John Lennon, Alec Baldwin, Cameron Diaz, Leonardo DiCaprio ou encore Joaquin Phoenix). 
En 2000, les cendres de Betty Blue, Miss Novembre 1956 récemment décédée, ont été dispersées sur le terrain du manoir Playboy. 
En 2008, un mannequin accuse Bill Cosby de l'y avoir sexuellement agressée.
L’acteur Peter O’Toole a un jour commenté : « C’est ce que Dieu aurait construit s’il avait eu de l’argent ».
La série de téléréalité américaine Les Girls de Playboy est tournée dans ce manoir.
Dans le jeu vidéo Grand Theft Auto V, le manoir est parodié[réf. souhaitée].
En août 2016, la propriété est rachetée pour 100 millions de dollars par l'homme d'affaires Daren Metropoulos.
En septembre 2018, l’équipe du film Once Upon a Time in Hollywood de Quentin Tarantino s’y rend pendant trois jours pour tourner des scènes. Le propriétaire des lieux, Daren Metropoulos, est ainsi crédité comme producteur associé au générique du film.